# Túnel da Baía de Sydney

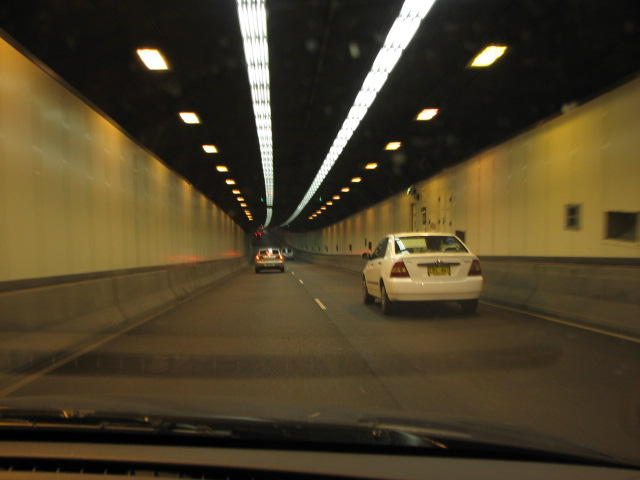

O Túnel da Baía de Sydney é um túnel construído entre 1988 e 1992 na Baía de Sydney com o objetivo de desafogar o tráfego na Ponte da Baía de Sydney. O túnel conecta Warringah Freeway à Cahill Expressway. Em 2005 o túnel registrou um tráfego de 86800 veículos por dia.